# Верхов
Верхов (укр. Верхів) — село в Острожской городской общине Ровненского района Ровненской области Украины.
До 2020 года входило в Острожский район.
Население по переписи 2001 года составляло 537 человек. Почтовый индекс — 35825. Телефонный код — 3654. Код КОАТУУ — 5624281601.